# Hüseyin Göçek
Hüseyin Göçek (Istanboel, 30 november 1976) is een Turks voetbalscheidsrechter. Hij is sinds 2008 in het bezit van de FIFA-badge. Göçek was als extra-assistent van Cüneyt Çakır actief bij het Europees kampioenschap voetbal 2012 in Polen en Oekraïne, net als Bülent Yıldırım.

## Interlands
| Datum             | Wedstrijd                 | Uitslag | Competitie                  | Kreeg geel | Kreeg voor de tweede keer geel en dus rood | Weggestuurd |
| ----------------- | ------------------------- | ------- | --------------------------- | ---------- | ------------------------------------------ | ----------- |
| 11 februari 2009  | Estland – Kazachstan      | 0 – 2   | Vriendschappelijk           | 1          | 0                                          | 0           |
| 12 oktober 2010   | Saoedi-Arabië – Bulgarije | 0 – 2   | Vriendschappelijk           | 2          | 0                                          | 0           |
| 17 november 2010  | Albanië – Macedonië       | 0 – 0   | Vriendschappelijk           | 0          | 0                                          | 0           |
| 29 maart 2011     | Roemenië – Luxemburg      | 3 – 1   | EK-kwalificatie             | 4          | 0                                          | 0           |
| 27 mei 2012       | Iran – Albanië            | 0 – 1   | Vriendschappelijk           | 4          | 0                                          | 0           |
| 11 september 2012 | Frankrijk – Wit-Rusland   | 3 – 1   | WK-kwalificatie             | 2          | 0                                          | 0           |
| 14 december 2012  | Macedonië – Polen         | 1 – 4   | Vriendschappelijk           | 2          | 0                                          | 0           |
| 6 februari 2013   | Kazachstan – Moldavië     | 3 – 1   | Vriendschappelijk           | 0          | 0                                          | 0           |
| 19 november 2013  | Slovenië – Canada         | 1 – 0   | Vriendschappelijk           | 6          | 0                                          | 0           |
| 10 oktober 2014   | Italië – Azerbeidzjan     | 2 – 1   | EK-kwalificatie             | 4          | 0                                          | 0           |
| 14 juni 2015      | Zweden – Montenegro       | 3 – 1   | EK-kwalificatie             | 6          | 0                                          | 0           |
| 9 oktober 2015    | Slowakije – Wit-Rusland   | 0 – 1   | EK-kwalificatie             | 7          | 1                                          | 0           |
| 6 september 2016  | Albanië – Macedonië       | 2 – 1   | WK- kwalificatie            | 2          | 0                                          | 0           |
| 26 maart 2017     | Noord-Ierland – Noorwegen | 2 – 0   | WK-kwalificatie             | 2          | 0                                          | 0           |
| 7 oktober 2017    | Zweden – Luxemburg        | 8 – 0   | WK-kwalificatie             | 1          | 0                                          | 0           |
| 30 januari 2018   | Azerbeidzjan – Moldavië   | 0 – 0   | Vriendschappelijk           | 2          | 0                                          | 0           |
| 26 maart 2018     | Finland – Malta           | 5 – 0   | Vriendschappelijk           | 2          | 0                                          | 0           |
| 19 november 2018  | Bulgarije – Slovenië      | 1 – 1   | UEFA Nations League 2018/19 | 3          | 0                                          | 0           |

Laatste aanpassing op 20 november 2018